# Kreis Dessau

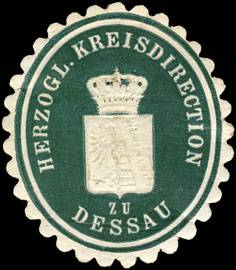
Siegelmarke Herzogliche Kreisdirection zu Dessau

Der Kreis Dessau war von 1863 bis 1919 ein Landkreis im Herzogtum Anhalt und von 1919 bis 1932 ein Landkreis im Freistaat Anhalt. Er besaß eine Fläche von 425 km² und seine Kreisstadt war Dessau.

## Geschichte
Das Herzogtum Anhalt wurde 1863 in Kreise gegliedert, dabei wurde auch der Kreis Dessau gegründet. 1870 gab der Kreis Dessau das ehemalige Amt Radegast und die Gemeinde
Wadendorf an den Kreis Köthen ab.
1878 wurde eine neue Gemeinde-, Stadt- und Dorfordnung für das Herzogtum Anhalt eingeführt. 1914 wurde wiederum eine neue Gemeindeordnung eingeführt. Am 1. Januar 1932 wurde der Kreis mit dem Kreis Köthen zum Landkreis Dessau-Köthen zusammengeschlossen.

## Einwohnerentwicklung
| Jahr | Evangelische | Katholiken | Sonstige Christen | Juden | Gesamt |
| ---- | ------------ | ---------- | ----------------- | ----- | ------ |
| 1871 |              |            |                   |       | 45.353 |
| 1890 | 63.721       | 1.411      | 0                 | 494   | 65.626 |
| 1900 | 82.666       | 2.190      | 0                 | 0     | 85.573 |
| 1910 | 91.115       | 2.684      | 0                 | 0     | 94.854 |
| 1925 | 31.115       | 762        | 27                | 67    | 33.964 |

## Kreisdirektoren
- 1876–1891 Friedrich Braune
- 1891–1891 Ludwig Huhn
- 1899–1929 Ernst Sachsenberg

## Städte und Gemeinden

### Stand 1932
Zum Zeitpunkt seiner Auflösung gehörten dem Kreis Dessau fünf Städte und 45 weitere Gemeinden an:
| - Bobbau - Brandhorst - Dessau, Stadt - Diesdorf - Elsnigk - Fraßdorf - Friedrichsdorf - Gohrau - Griesen - Hinsdorf - Horstdorf - Hoyersdorf - Jeßnitz, Stadt | - Jonitz - Kakau - Kleckewitz - Kleinleipzig - Kleinmöhlau - Kleutsch - Kochstedt - Körnitz - Lausigk - Libbesdorf - Lingenau - Marke - Meilendorf | - Mosigkau - Naundorf bei Dessau - Naundorf vor der Heide - Niesau - Oranienbaum, Stadt - Quellendorf - Raguhn, Stadt - Rehsen - Reppichau - Retzau - Reupzig - Riesigk - Roßdorf | - Rosefeld - Scheuder - Schönitz - Siebenhausen - Sollnitz - Storkau - Thurland - Tornau vor der Heide - Vockerode - Wörlitz, Stadt - Zehmigkau |

### Eingemeindungen bis 1932
- Alten, 1923 zu Dessau
- Großkühnau, 1923 zu Dessau
- Kleinkühnau, 1923 zu Dessau
- Törten, 1923 zu Dessau
- Ziebigk, 1923 zu Dessau
- Dellnau, 1930 zu Dessau
- Pötnitz, 1930 zu Dessau
- Scholitz, 1930 zu Dessau